# اوکلند (مینه‌سوتا)
اوکلند (به انگلیسی: Oakland) یک منطقهٔ مسکونی در ایالات متحده آمریکا است که در شهرستان فری‌بورن، مینه‌سوتا واقع شده‌است. اوکلند ۳۸۷٫۱ متر بالاتر از سطح دریا واقع شده‌است.